# Cieremki
Cieremki – kolonia wsi Michnówka w Polsce, położona w województwie podlaskim, w powiecie hajnowskim, w gminie Narewka.
W latach 1975–1998 kolonia administracyjnie należała do województwa białostockiego.
Prawosławni mieszkańcy wsi należą do parafii Świętych Apostołów Piotra i Pawła w Lewkowie Starym, a wierni kościoła rzymskokatolickiego należą do parafii św. Jana Chrzciciela w Narewce.